# トウカイタンポポ
トウカイタンポポ（学名：Taraxacum platycarpum Dahlst.  var. longeappendiculatum）とは、キク科タンポポ属の1種である。日本の在来種である。

## 特徴
日本の東海地方を中心に分布しており、千葉県から和歌山県の潮岬に分布するとされる。
総苞外片の長さが総苞の1/2以上で、圧着かやや開出しており、明瞭な角状突起が存在する。
外来種のセイヨウタンポポとは共存している場合が多い。これはセイヨウタンポポの花粉管がトウカイタンポポの胚珠まで到達せず受精せず、後から同種の花粉で守勢することが可能であるためである。